# Cala dels Cantalars
La cala dels Cantalars és una cala i microreserva natural ubicada al cap de l'Horta, en la ciutat d'Alacant (País Valencià), en una zona residencial i tranquil·la. És una de les rares zones que va escapar a la urbanització embalant de la segona meitat del segle xx, protegit pel relleu abrupte. La part submergida de la cala és una zona protegida d'alt valor ecològic. S'hi troba entre d'altres Posidonia oceànica.

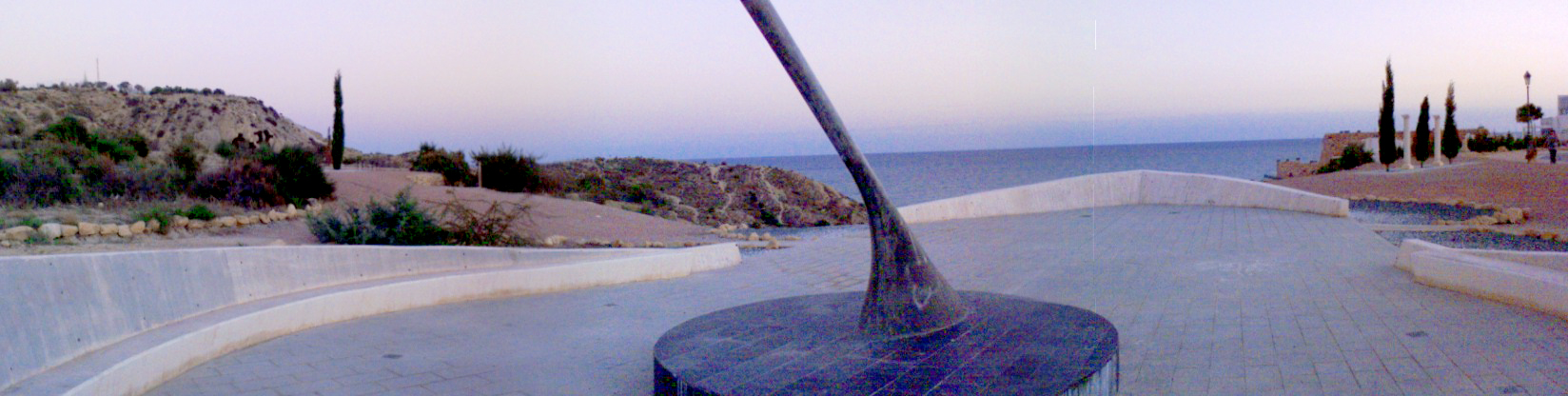
El Barquet

Es destaca per combinar roca i sorra, i d'una extensió molt reduïda. En la reforma que s'ha fet, recentment, es respecta la cala però es canvia la ruta d'accés fent-la més fàcil. A dalt de la cala es troba un monument que es coneix popularment com El barquet.